# Edouard Descampe
Edouard Marie Hubert Descampe (Rigenée-sous-Marbais, 26 juni 1888 - Brussel, 10 januari 1962) was een Belgisch senator en burgemeester.

## Levensloop
Edouard Descampe was een zoon van burgemeester Jules Descampe (1842-1923) en Gabrielle Regout (1852-1915), telg uit het geslacht Regout. Hij trouwde met Nelly Delpierre (1891-1980). Een zoon van hen was volksvertegenwoordiger Jules Descampe.
In 1914 werd hij gemeenteraadslid van Tongrinne en was burgemeester van die gemeente van 1914 tot 1919. Hij was al de zestig voorbij toen hij verkozen werd tot PSC-senator voor het arrondissement Brussel, een mandaat dat hij van 1949 tot 1954 vervulde.